# San Mateo (Kolumbia)
San Mateo – miasto w Kolumbii, w departamencie Boyacá.